# Bigger, Better, Faster, More!
Bigger, Better, Faster, More! es el único álbum de estudio de rock alternativo de la banda 4 Non Blondes, publicado en 1992.

## Lista de canciones
1. "Train" (Perry) – 3:42
2. "Superfly" (Perry, Sirdofsky) – 4:37
3. "What's Up?" (Perry) – 4:55
4. "Pleasantly Blue" (Perry) – 2:28
5. "Morphine and Chocolate" (Hall) – 4:44
6. "Spaceman" (Hall, Perry) – 3:40
7. "Old Mr. Heffer" (Day, Hall, Hillhouse, Perry, Richardson) – 2:16
8. "Calling All the People" (Perry) – 3:17
9. "Dear Mr. President" (Perry) – 4:43
10. "Drifting" (Perry) – 3:31
11. "No Place Like Home" (Day, Hall, Hillhouse, Perry) – 3:08

## Personal
- Linda Perry - voz, guitarra eléctrica, guitarra acústica
- Roger Rocha - guitarra
- Christa Hillhouse - bajo, coros
- Dawn Richardson - batería

### Personal adicional
- Shaunna Hall - guitarra
- Suzie Katayama - violonchelo
- Louis Metoyer - guitarra
- Dave Rickets - teclados

## Producción
- Producer: David Tickle
- Engineers: Paul Dieter, Mark Hensley, Jesse Kanner, Kent Matcke
- Mixing: David Tickle
- Mastering: Stephen Marcussen
- Project coordinator: Leslie Gerard-Smith
- Design: Eric Altenburger
- Cover illustration: Mark Ryden

## Sencillos
- “Dear Mr. President"[1]
- “What's Up?"
- “Spaceman"
- "Superfly"

## Posicionamiento
| Listas (1992-93)                        | Posiciones |
| --------------------------------------- | ---------- |
| Australia (ARIA)                        | 4          |
| Austria (Ö3 Austria)                    | 1          |
| Países Bajos (Album Top 100)            | 1          |
| Alemania (Media Control Charts)         | 1          |
| Nueva Zelanda (Recorded Music NZ)       | 10         |
| Noruega (VG-lista)                      | 1          |
| Suecia (Sverigetopplistan)              | 1          |
| Suiza (Schweizer Hitparade)             | 1          |
| Reino Unido (UK Albums Chart)           | 4          |
| Estados Unidos (Billboard 200)          | 13         |
| Estados Unidos (Top Heatseekers Albums) | 1          |

| Year | Single       | Chart                  | Pos. |
| ---- | ------------ | ---------------------- | ---- |
| 1993 | "Spaceman"   | Mainstream Rock Tracks | 39   |
| 1993 | "What's Up?" | Mainstream Rock Tracks | 16   |
| 1993 | "What's Up?" | Modern Rock Tracks     | 29   |
| 1993 | "What's Up?" | The Billboard Hot 100  | 14   |
| 1993 | "What's Up?" | Top 40 Mainstream      | 15   |

| Año  | Sencillo    | Chart                  | Pos. |
| ---- | ----------- | ---------------------- | ---- |
| 1993 | "Spaceman"  | Mainstream Rock Tracks | 39   |
| 1993 | "What's Up" | Mainstream Rock Tracks | 16   |
| 1993 | "What's Up" | Modern Rock Tracks     | 29   |
| 1993 | "What's Up" | The Billboard Hot 100  | 14   |
| 1993 | "What's Up" | Top 40 Mainstream      | 15   |